# Brzezie (powiat buski)
Brzezie – wieś w Polsce położona w województwie świętokrzyskim, w powiecie buskim, w gminie Wiślica.
W latach 1975–1998 miejscowość należała administracyjnie do województwa kieleckiego.
Przez wieś przechodzi  niebieski szlak turystyczny z Pińczowa do Wiślicy.
W miejscowości funkcjonował  młyn wodny na rzece Maskalisie. Obecnie nieczynny, a drewniany budynek młyna zrujnowany.
Wieś sołecka - zobacz jednostki pomocnicze gminy Wiślica w  BIP.

Widok na rozległy plac wiejski od strony południowej - panorama 3/4'

Widok na plac z jego centrum, przy sklepie - panorama 3/4'